# Arifin Tasrif
Arifin Tasrif, né le 19 juin 1953 à Jakarta, est un diplomate et homme politique indonésien. Ancien ambassadeur d'Indonésie au Japon, il est ministre de l'Énergie et des Ressources minérales du Cabinet Indonésie En avant formé par Joko Widodo en octobre 2019. 

## Formation et débuts
Arifin Tasrif naît le 19 juin 1953 à Jakarta. Il est d'origine Minangkabau. Il entre en 1959 à l'école primaire Saint Fransikus dans le centre de Jakarta, dirigée par la Fondation François d'Assise en Indonésie. A partir de 1965, il fréquente le collège Kanisius voisin avant de déménager à Medan (Sumatra) et d'entrer dans un lycée de la Fondation Espoir pour l'éducation. Il étudie ensuite le génie chimique à l'Institut technologique de Bandung à Java, dont il est diplômé en 1977. 

## Parcours
Arifin Tasrif travaille au Japon pendant deux ans à la fin des années 1980 en tant qu'ingénieur. Il est le directeur commercial de la société de construction et d'ingénierie Rekayasa Industri (id) entre 1995 et 2001, avant de diriger la société d'engrais Petrokimia Gresik, poste qu'il occupe entre 2001 et 2010. Il rejoint ensuite l'entreprise publique Pupuk Indonesia Holding Company (id), qu'il dirige jusqu'en 2015. 
Le 13 mars 2017, il est nommé ambassadeur d'Indonésie au Japon et aux États fédérés de Micronésie par le président de la République Joko Widodo. Il participe aux négociations d'un contrat de 20 milliards de dollars pour un gisement de gaz naturel avec la firme japonaise Inpex. 
Après la réélection du président de la République Joko Widodo en 2019, il est nommé ministre de l'Énergie et des Ressources minérales au sein du Cabinet Indonésie En avant. 